# Coppa panamericana maschile under 21 di pallavolo 2017
La Coppa panamericana maschile under 21 di pallavolo 2017 si è svolta dal 16 al 21 maggio a Fort McMurray, in Canada: al torneo hanno partecipato sette squadre nazionali under 21 nordamericane e sudamericane e la vittoria finale è andata per la seconda volta consecutiva al Brasile.

## Impianti
|                                                                                      |  |  |
|                                                                                      |  |  |
| Syncrude Sport & Wellness Centre Città: Fort McMurray Capienza: - Anno d'apertura: - |  |  |

## Regolamento

### Formula
Le squadre hanno disputato una prima fase a gironi con formula del girone all'italiana; al termine della prima fase:
- Le prime due classificate di ogni girone hanno acceduto alla fase finale per il primo posto, strutturata in quarti di finale, a cui hanno partecipato solo le seconde e le terze classificate, semifinali, finale per il terzo posto e finale.
- Le due eliminate ai quarti di finale hanno acceduto alla finale per il quinto posto.
- La formazione sconfitta alla finale per il quinto posto e la quarta classificata alla fase a gironi hanno acceduto alla finale per il sesto posto.

### Criteri di classifica
Se il risultato finale è stato di 3-0 sono stati assegnati 5 punti alla squadra vincente e 0 a quella sconfitta, se il risultato finale è stato di 3-1 sono stati assegnati 4 punti alla squadra vincente e 1 a quella sconfitta, se il risultato finale è stato di 3-2 sono stati assegnati 3 punti alla squadra vincente e 2 a quella sconfitta.
L'ordine del posizionamento in classifica è stato definito in base a:
- Numero di partite vinte;
- Punti;
- Ratio dei set vinti/persi;
- Ratio dei punti realizzati/subiti;
- Risultati degli scontri diretti.

## Squadre partecipanti
| Squadra    | Qualificazione      | Ultima partecipazione |
| ---------- | ------------------- | --------------------- |
| Barbados   | -                   | Canada 2015           |
| Brasile    | -                   | Canada 2015           |
| Canada     | Paese organizzatore | Canada 2015           |
| Cile       | -                   | Canada 2015           |
| Cuba       | -                   | Debutto               |
| Guatemala  | -                   | Debutto               |
| Porto Rico | -                   | Debutto               |

## Torneo

### Fase a gironi
| Girone A   | Girone B  |
| ---------- | --------- |
| Cile       | Barbados  |
| Cuba       | Brasile   |
| Porto Rico | Canada    |
|            | Guatemala |

#### Girone A

##### Risultati
| 16 maggio 2017 Syncrude Sport & Wellness Centre, Fort McMurray Durata: 1h:03 - Spettatori: 400 | Cuba       | 3 - 0 | Cile       | 25-11, 25-17, 25-15        |
| 17 maggio 2017 Syncrude Sport & Wellness Centre, Fort McMurray Durata: 1h:38 - Spettatori: 100 | Cile       | 1 - 3 | Porto Rico | 25-23, 12-25, 21-25, 10-25 |
| 18 maggio 2017 Syncrude Sport & Wellness Centre, Fort McMurray Durata: 1h:10 - Spettatori: 100 | Porto Rico | 0 - 3 | Cuba       | 15-25, 12-25, 20-25        |

##### Classifica
| Pos | Squadra    | Pt | G | V | P | SV | SP | Ratio | PF  | PS  | Ratio |
| --- | ---------- | -- | - | - | - | -- | -- | ----- | --- | --- | ----- |
| 1   | Cuba       | 10 | 2 | 2 | 0 | 6  | 0  | MAX   | 150 | 90  | 1.667 |
| 2   | Porto Rico | 4  | 2 | 1 | 1 | 3  | 4  | 0.750 | 145 | 143 | 1.014 |
| 3   | Cile       | 1  | 2 | 0 | 2 | 1  | 6  | 0.167 | 111 | 173 | 0.642 |

#### Girone B

##### Risultati
| 16 maggio 2017 Syncrude Sport & Wellness Centre, Fort McMurray Durata: 0h:57 - Spettatori: 100 | Brasile   | 3 - 0 | Barbados  | 25-12, 25-8, 25-12         |
| 16 maggio 2017 Syncrude Sport & Wellness Centre, Fort McMurray Durata: 1h:10 - Spettatori: 350 | Canada    | 0 - 3 | Guatemala | 25-16, 25-17, 25-15        |
| 17 maggio 2017 Syncrude Sport & Wellness Centre, Fort McMurray Durata: 1h:03 - Spettatori: 150 | Guatemala | 0 - 3 | Brasile   | 14-25, 10-25, 11-25        |
| 17 maggio 2017 Syncrude Sport & Wellness Centre, Fort McMurray Durata: 1h:06 - Spettatori: 200 | Canada    | 3 - 0 | Barbados  | 25-14, 25-17, 25-16        |
| 18 maggio 2017 Syncrude Sport & Wellness Centre, Fort McMurray Durata: 1h:30 - Spettatori: 250 | Barbados  | 1 - 3 | Guatemala | 32-34, 26-24, 14-25, 21-25 |
| 18 maggio 2017 Syncrude Sport & Wellness Centre, Fort McMurray Durata: 1h:43 - Spettatori: 380 | Canada    | 1 - 3 | Canada    | 17-25, 25-21, 20-25, 14-25 |

##### Classifica
| Pos | Squadra   | Pt | G | V | P | SV | SP | Ratio | PF  | PS  | Ratio |
| --- | --------- | -- | - | - | - | -- | -- | ----- | --- | --- | ----- |
| 1   | Brasile   | 14 | 3 | 3 | 0 | 9  | 1  | 9.000 | 246 | 143 | 1.720 |
| 2   | Canada    | 11 | 3 | 2 | 1 | 7  | 3  | 2.333 | 226 | 191 | 1.183 |
| 3   | Guatemala | 4  | 3 | 1 | 2 | 3  | 7  | 0.429 | 191 | 243 | 0.786 |
| 4   | Barbados  | 1  | 3 | 0 | 3 | 1  | 9  | 0.111 | 172 | 258 | 0.667 |

### Fase finale

#### Finali 1º e 3º posto
|  | Quarti     | Quarti    |         |        | Semifinali         | Semifinali         |  |  | Finale 1º/2º posto | Finale 1º/2º posto |
|  |            |           |         |        |                    |                    |  |  |                    |                    |
|  |            |           |         |        |                    |                    |  |  |                    |                    |
|  |            |           |         |        |                    |                    |  |  |                    |                    |
|  | -          | -         |         |        |                    |                    |  |  |                    |                    |
|  | -          | -         |         |        |                    |                    |  |  |                    |                    |
|  | -          | -         |         |        |                    |                    |  |  |                    |                    |
|  | -          | -         | Brasile | 3      |                    |                    |  |  |                    |                    |
|  |            |           | Brasile | 3      |                    |                    |  |  |                    |                    |
|  |            | Guatemala | 0       |        |                    |                    |  |  |                    |                    |
|  | Porto Rico | Guatemala | 0       | 2      |                    |                    |  |  |                    |                    |
|  | Porto Rico |           |         | 2      |                    |                    |  |  |                    |                    |
|  | Guatemala  | 3         |         |        |                    |                    |  |  |                    |                    |
|  | Guatemala  | 3         | Brasile | 3      |                    |                    |  |  |                    |                    |
|  |            |           | Brasile | 3      |                    |                    |  |  |                    |                    |
|  |            | Cuba      | 1       |        |                    |                    |  |  |                    |                    |
|  | -          | Cuba      | 1       | -      |                    |                    |  |  |                    |                    |
|  | -          |           |         | -      |                    |                    |  |  |                    |                    |
|  | -          | -         |         |        |                    |                    |  |  |                    |                    |
|  | -          | -         | Cuba    | 3      | Finale 3º/4º posto | Finale 3º/4º posto |  |  |                    |                    |
|  |            |           | Cuba    | 3      | Finale 3º/4º posto | Finale 3º/4º posto |  |  |                    |                    |
|  |            | Canada    | 1       |        |                    |                    |  |  |                    |                    |
|  | Canada     | Canada    | 1       | 3      | Guatemala          | 0                  |  |  |                    |                    |
|  | Canada     |           |         | 3      | Guatemala          | 0                  |  |  |                    |                    |
|  | Cile       | 1         |         | Canada | 3                  |                    |  |  |                    |                    |
|  | Cile       | 1         |         |        | 3                  |                    |  |  |                    |                    |
|  |            |           |         |        |                    |                    |  |  |                    |                    |
|  |            |           |         |        |                    |                    |  |  |                    |                    |

##### Quarti di finale
| 19 maggio 2017 Syncrude Sport & Wellness Centre, Fort McMurray Durata: 1h:36 - Spettatori: 150 | Porto Rico | 2 - 3 | Guatemala | 13-25, 25-22, 21-25, 25-22, 14-16 |
| 19 maggio 2017 Syncrude Sport & Wellness Centre, Fort McMurray Durata: 1h:34 - Spettatori: 150 | Canada     | 3 - 1 | Cile      | 25-15, 25-18, 22-25, 25-10        |

##### Finale 5º posto
| 20 maggio 2017 Syncrude Sport & Wellness Centre, Fort McMurray Durata: 1h:13 - Spettatori: 10 | Porto Rico | 3 - 0 | Cile | 25-22, 25-14, 25-18 |

##### Semifinali
| 20 maggio 2017 Syncrude Sport & Wellness Centre, Fort McMurray Durata: 1h:11 - Spettatori: 200 | Brasile | 3 - 0 | Guatemala | 25-10, 25-16, 25-20        |
| 20 maggio 2017 Syncrude Sport & Wellness Centre, Fort McMurray Durata: 1h:15 - Spettatori: 400 | Cuba    | 3 - 1 | Canada    | 19-25, 25-22, 25-18, 25-19 |

##### Finale 6º posto
| 21 maggio 2017 Syncrude Sport & Wellness Centre, Fort McMurray Durata: 1h:05 - Spettatori: 100 | Barbados | 0 - 3 | Cile | 20-25, 18-25, 17-25 |

##### Finale 3º posto
| 21 maggio 2017 Syncrude Sport & Wellness Centre, Fort McMurray Durata: 1h:05 - Spettatori: 200 | Guatemala | 0 - 3 | Canada | 15-25, 17-25, 19-25 |

##### Finale
| 21 maggio 2017 Syncrude Sport & Wellness Centre, Fort McMurray Durata: 1h:25 - Spettatori: 250 | Brasile | 3 - 1 | Cuba | 25-23, 17-25, 25-18, 25-18 |

## Classifica finale
| Pos     | Squadra    | Rosa |
| ------- | ---------- | --- |
| Oro     | Brasile    | Formazione: 3 D. Silva, 4 Roque, 5 M. Silva, 8 Honorato, 9 Cardoso, 11 Mascarenhas, 12 Bertolini, 13 Nascimento, 14 Rammé, 15 Rodrigues, 17 Elias, 18 Barreto, CT: Tambeiro |
| Argento | Cuba       | Formazione: 1 Massó, 2 Melgarejo, 3 Yant, 5 Concepción, 10 Gutiérrez, 11 Taboada, 12 Herrera, 14 Goide, 16 Andreu, 17 Alonso, 18 López, 19 Salazar, CT: Vives               |
| Bronzo  | Canada     | Formazione: 1 Vernon-Evans, 3 Elser, 4 Sani, 5 Loeppky, 7 Pereira, 9 Mawdsley, 11 McCarthy, 12 Clegg, 13 Passalent, 14 Epp, 15 Kern, 16 Gyimah, CT: Brousseau               |
| 4       | Guatemala  | Formazione: 2 López, 3 Chacón, 4 Santa Cruz, 5 Flores, 6 Pineda, 7 Ruano, 8 Rodríguez, 9 Maldonado, 10 de los Ángeles, 11 Alvarado, CT: Lucas                               |
| 5       | Porto Rico | Formazione: 1 García, 2 Molina, 4 Arvelo, 5 S. Negrón, 7 G. Pérez, 8 Elías, 9 Nido, 13 D. Negrón, 14 Arteaga, 15 Fernández, 16 León, 18 R. Pérez, CT: Meléndez              |
| 6       | Cile       | Formazione: 1 Villarreal, 2 Ibarra, 3 Mülchi, 5 León, 7 Julio, 10 Mardones, 13 Lavín, 14 Bravo, 15 Gago, 16 Zenteño, 19 Vergara, 20 Fuentes, CT: Nejamkin                   |
| 7       | Barbados   | Formazione: 2 Morris, 3 Cyrus, 4 Mayers, 5 Niles, 7 Jordan, 8 Driy, 9 Morris-Sealy, 11 Blades, 12 Bishop, 17 A. Odle, 18 X. Odle, 21 Doughty, CT: Madrazo                   |

## Premi individuali
| Premio                | Nome               | Squadra |
| --------------------- | ------------------ | ------- |
| MVP                   | Victor Cardoso     | Brasile |
| Miglior realizzatore  | Eric Loeppky       | Canada  |
| Miglior servizio      | Miguel Gutiérrez   | Cuba    |
| Miglior difesa        | Lionnis Salazar    | Cuba    |
| Miglior ricevitore    | Jordan Pereira     | Canada  |
| Miglior palleggiatore | Adrián Goide       | Cuba    |
| Miglior opposto       | Miguel Gutiérrez   | Cuba    |
| Miglior schiacciatore | Miguel Ángel López | Cuba    |
| Miglior schiacciatore | Henrique Honorato  | Brasile |
| Miglior centrale      | Javier Concepción  | Cuba    |
| Miglior centrale      | Fynnian McCarthy   | Canada  |
| Miglior libero        | Lucas Lavín        | Cile    |